# Tembi
Tembi (gr. Τέμπη) – miejscowość w Grecji, w administracji zdecentralizowanej Tesalia-Grecja Środkowa, w regionie Tesalia, w jednostce regionalnej Larisa, w gminie Tembi. W 2011 roku liczyła 63 mieszkańców. W pobliżu miejscowości znajduje się dolina Tembi - wąwóz rzeki Pinios oraz cerkiew pw. św. Paraskiewy.